# Harper Woods
Harper Woods est une ville située dans l’État américain du Michigan, dans le comté de Wayne. Elle est une banlieue de Détroit. Selon le recensement de 2000, a population est de 14 254 habitants.

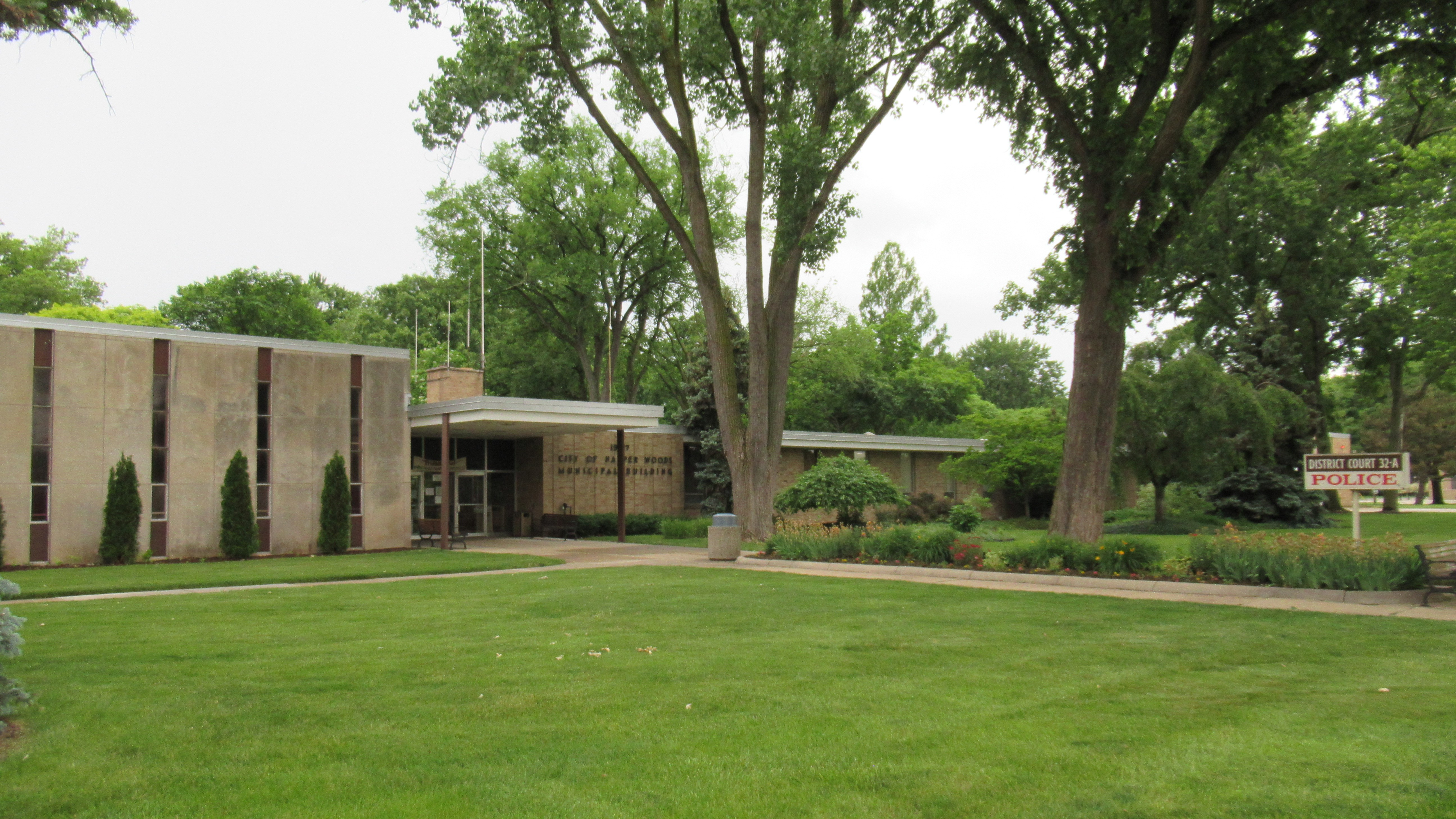
Édifice municipal de Harper Woods